# Home (Supernatural)
Home is de negende aflevering van de televisieserie Supernatural, voor het eerst uitgezonden op The WB Television Network  op 15 november 2005. De aflevering is geschreven door Eric Kripke en geregisseerd door Ken Girotti. De broers Sam en Dean gaan terug naar het huis waar het allemaal begon, nadat Sam een droom heeft gehad over de bewoners van hun oude huis.

## Verhaallijn
Sam wordt wakker uit een nachtmerrie over een vrouw genaamd Jenny, die voor een raam staat te schreeuwen. Dean is al aan het zoeken naar een nieuw mysterie, maar Sam is afgeleid en zit obsessief een tekening van een boom schetsen. Tot slot trekt hij een oude foto uit zijn reistas en herkent de boom als die welke in Lawrence buiten hun ouderlijk huis groeide.
Sam vertelt Dean dat hij heeft gedroomd dat er iets ergs gaat gebeuren in hun oude huis. Dean is sceptisch, maar Sam onthult dat hij droomde van Jessica's dood, enkele dagen voordat zij daadwerkelijk overleed. Dean is verontrust omdat ze terug moeten keren naar het ouderlijk huis. 
Bij het huis ontmoeten ze de vrouw uit Sams droom. Sam legt aan Jenny uit dat ze vroeger daar hebben gewoond. Jenny vertelt hun over de vreemde gebeurtenissen: flikkerende lichtjes, geluiden en het monster dat Sairie in de kast heeft gezien. Nadat ze zijn vertrokken beginnen Sam en Dean het verleden van hun huis te onderzoeken en vergelijken het met wat John aan hen heeft verteld over de nacht wanneer hun moeder is overleden. Wanneer Dean een moment alleen is, belt hij huilend John op en vraagt hem om hulp. Als ze terug zijn in het huis, is een loodgieter bezig de vuilophaal te repareren. Terwijl hij bezig is begint een speelgoedaap mysterieus te bonzen. Het apparaat waar de loodgieter mee bezig was begint te werken en scheurt de hand van de man eraf.
De broers gaan naar een garage en spreken Mike Guenther, die mede-eigenaar van een garage was met John. Hij haalt herinneringen op over de tijd na de dood van Maria en vermeldt dat John elke waarzegster in de stad heeft bezocht. Wanneer Sam het telefoonboek doorzoekt voor paranormaal begaafden, komt hij de naam Missouri Mosely tegen. De eerste zin in het dagboek van John luidt: "Ik ging naar Missouri en ontdekte de waarheid". Ze bezoeken Missouri Mosely. Missouri herkent hen en ze weet ook van de dood van Jessica en van Johns verdwijning.
Sam, Dean en Missouri keren terug naar het huis en leggen aan Jenny uit dat ze het huis moeten reinigen. Missouri voelt de aanwezigheid van twee geesten, waarvan een poltergeist. Als ze beginnen met het reinigen, vecht de poltergeist terug. Ze slagen er echter toch in om het huis te reinigen. Sam is minder zeker, dus hij en Dean houden die avond nog een oogje in het zeil. Plotseling verschijnt Jenny schreeuwend bij het bovenraam, net zoals ze deed in de droom van Sam. De jongens rennen naar binnen en Dean neemt Jenny mee naar buiten terwijl Sam de kinderen naar buiten brengt. Echter voordat hij zelf kan ontsnappen wordt hij teruggetrokken. Dean breekt de voordeur open en vindt Sam in de keuken, waar hij vast is gemaakt aan de muur. Een vurige figuur verschijnt, maar voordat Dean hem neerschiet verandert deze figuur in hun moeder, Maria. Ze herkent Dean en zegt tegen Sam dat het haar spijt. Daarna commandeert ze de poltergeist om het huis te verlaten en verdwijnen ze in een bal van vuur.
Nadat Missouri het huis nogmaals controleert keert ze terug naar de winkel. Ze is verbaasd dat Sam de aanwezigheid van zijn vader niet kon voelen. John Winchester is in haar zitkamer. Missouri vertelt hem dat hij zijn zonen moet zien, maar hij zegt dat hij dit niet kan tot hij de volledige waarheid ontdekt.

## Rolverdeling
| Acteur              | Personage         |
| ------------------- | ----------------- |
| Jared Padalecki     | Sam Winchester    |
| Jensen Ackles       | Dean Winchester   |
| Jeffrey Dean Morgan | John Winchester   |
| Samantha Smith      | Mary Winchester   |
| Loretta Devine      | Missouri Moseley  |
| Kristin Richardson  | Jenny             |
| Haili Page          | Sairie            |
| Jamie Schwanebeck   | Ritchie           |
| Don Thompson        | Mike Guenther     |
| Jerry Rector        | Joe de loodgieter |

## Muziek
Naast de originele score wordt in deze aflevering geen andere muziek gebruikt.